# Carl Douglas
Carl Douglas (Kingston, 10 mei 1942) is een Jamaicaans zanger.

## Levensloop en carrière
Douglas werd geboren in de hoofdstad van Jamaica, Kingston. Hij verhuisde naar Groot-Brittannië, waar hij in 1974 de nummer 1-hit Kung Fu Fighting zou opnemen. Het lied is een hommage aan de martialartsfilm. Hierna had hij nog twee kleine hits, waarna het stil werd rond Douglas. In 1998 coverde Bus Stop, de groep rond zanger Daz Sampson, het nummer.

## Discografie

### Singles
| Single met hitnotering(en) in de Vlaamse Ultratop 50 | Datum van verschijnen | Datum van binnenkomst | Hoogste positie | Aantal weken | Opmerkingen          |
| ---------------------------------------------------- | --------------------- | --------------------- | --------------- | ------------ | -------------------- |
| Kung Fu Fighting                                     | 1974                  | 28-09-1974            | 1               | 15           | in de Radio 2 Top 30 |
| Dance The Kung Fu                                    | 1974                  | 07-12-1974            | 8               | 11           | in de Radio 2 Top 30 |
| Blue Eyed Soul                                       | 1974                  | 08-03-1975            | 25              | 3            | in de Radio 2 Top 30 |
| Kung Fu Fighting (Bus Stop feat. Carl Douglas)       | 1998                  | 26-09-1970            | 39              | 7            |                      |

### NPO Radio 2 Top 2000
| Nummer met noteringen in de NPO Radio 2 Top 2000 | '00  | '01  |
| ------------------------------------------------ | ---- | ---- |
| Kung fu fighting                                 | 1615 | 1850 |

1. ↑  Een vetgedrukt getal geeft de hoogste notering aan.
2. ↑  2000 was het eerste jaar met een notering voor dit nummer.
3. ↑  Deze tabel is bijgewerkt tot en met de laatste editie (2024).

- Bibsys: 43726
- Bibliothèque nationale de France: cb139426692 (data)
- Gemeinsame Normdatei: 134361628
- International Standard Name Identifier: 0000 0000 6309 7365
- Library of Congress Control Number: n95097622
- MusicBrainz: 2100ca6c-5a1d-463e-b50b-7e649debc454
- Nationale bibliotheek van Australië: 35339133
- Système universitaire de documentation: 159722039
- Trove: 917407
- Virtual International Authority File: 37106800
- WorldCat: E39PBJdgTQtxcGbRVBbC4RPRKd